# Писар, що сидить
«Писар, що сидить» (фр. Le Scribe accroupi) — давньоєгипетська скульптура; створена у 2600–2350 роках до н. е. (IV або V династія, Стародавнє царство). Зберігається у Відділі єгипетських старожитностей у Луврі, Париж (інвен. № E 3023).
Знайдена 19 листопада 1850 року у Саккарі археологом Огюстом Маріеттом на північ від некрополя Серапеум. Однак, точне місце знахідки невідоме; документи про розкопки були опубліковані посмертно, а журнали втрачені.
Писар зображений сидячи на землі зі схрещеними ногами. На його колінах — згорнутий сувій папірусу, а інші частину сувою він тримає у лівій руці. У правій руці колись знаходився тростинний калам.
Збереглася велика кількість статуй такого типу; тіла писарів передані здебільшого схоже, голови портретні, індивідуальні і часто досить виразні. Цей екземпляр має уважний погляд. Стиснуті губи передають готовність записати почуте. Лише знатні єгиптяни сиділи у кріслах, а слуги часто розміщалися прямо на підлозі. Втім, насправді те, що особливий вид скульптурного пам'ятника був розроблений для позначення певного службового статусу, вказує наскільки значущим та шанованим він був.